# La casta
La casta. Così i politici italiani sono diventati intoccabili è un libro-inchiesta uscito il 2 maggio 2007, scritto da Gian Antonio Stella e Sergio Rizzo, due giornalisti del Corriere della Sera.

## Contenuto
La casta è strutturato in diversi capitoli che, partendo da inchieste, reportage e documenti ufficiali, sviluppano una riflessione su quella che viene definita "la caricatura obesa e ingorda della politica". Per difendersi da eventuali accuse di demagogia e di qualunquismo gli autori spesso citano, accanto ai vari scandali, esempi positivi all'estero e, di rado, anche in Italia. Spesso gli autori alternano alle notizie propri commenti pungenti e ironici. 
Il titolo prende spunto da una frase di Walter Veltroni:
Il libro affronta, nei suoi capitoli, diversi aspetti della politica italiana, mettendone in luce gli sprechi, gli scandali e i privilegi ingiustificati.

### Inchieste
Il primo capitolo dal titolo Una casta di insaziabili bramini, che parte da una comunità montana pugliese composta da comuni non montani o parzialmente montani soppressa nel 2009, funge da introduzione al libro stesso. Gli autori ribadiscono la loro condanna del qualunquismo, definito "privo di senso e dannoso", così come la loro fiducia nella politica, nella democrazia e nei partiti, ma sostengono che in Italia queste importanti istituzioni abbiano subito una deriva ingiustificata e vergognosa.
Nel primo capitolo si affrontano diverse tematiche: il rischio che la democrazia possa trasformarsi in oligarchia e la crisi dei partiti politici italiani, che avrebbero perso la loro funzione e si sarebbero trasformati in sanguisughe dello Stato. Si auspica quindi il ritorno ai "partiti veri". Successivamente si parla di "movimenti nati dal commercialista", citando così la formazione politica "Italiani nel Mondo" di Sergio De Gregorio, cui è dedicata la parte finale del capitolo, la sua carriera e il suo discusso ruolo in Senato.
Il secondo capitolo, E pensare che dormivano in convento, racconta i cambiamenti della scena politica italiana passata, secondo gli autori, dagli ideali di sobrietà dei politici del dopoguerra agli sprechi di oggi. 
Il capitolo Un Palazzo di quarantasei palazzi riporta l'aumento sproporzionato delle sedi della politica, con l'affitto a prezzi altissimi di palazzi e complessi nel centro di Roma. Gli autori sostengono che in molti casi tali acquisti e affitti siano ingiustificati e servirebbero per assicurare uffici e appartamenti "vita natural durante" a deputati e senatori. Si parla inoltre delle spese altissime sostenute da Silvio Berlusconi quando era Presidente del Consiglio fra il 2001 e il 2006 per l'arredamento e l'abbellimento delle sedi. 
I capitoli Prodigi: in volo 37 ore al giorno e Mi dia un'auto blu, tipo Rolls Royce trattano dell'uso di auto blu e aerei privati, affittati a spese dello Stato con contratti altissimi. Vengono riportati numerosi esempi, denunciati alla magistratura per il reato di peculato.
Quattro regine al prezzo di un Napolitano riporta i costi del Quirinale e contesta la segretezza dei bilanci della Presidenza della Repubblica Italiana, avente secondo gli autori un numero di dipendenti spropositato, se paragonati ad esempio alle spese sostenute dalla Monarchia britannica. 
Perso il Rolex d'oro? Paga la Camera è il capitolo che denuncia i privilegi dei parlamentari. I giornalisti riportano i prezzi delle mense del Parlamento, che malgrado i menù di lusso sono più bassi di quelli della mensa dei netturbini di Venezia, gli stipendi, giudicati altissimi rispetto agli altri Paesi europei, i rimborsi-spese per i viaggi. 
Nel capitolo Baby pensionati di 42 anni si analizza la questione delle pensioni dei politici. Viene contestata l'esistenza dei contributi figurativi, ovvero della possibilità di accedere alle pensioni del mestiere svolto prima di entrare in politica anche senza lavorare e senza versare contributi, ma solo una cifra simbolica. Gli autori citano come esempio Clemente Mastella, che gode di una pensione di giornalista pur avendo lavorato alla RAI poco meno di un anno. Si parla poi del famoso e contestato limite di 35 mesi in Parlamento per poter accedere alle pensioni senza l'obbligo di versare contributi, indipendentemente dall'età, come il baby pensionato che si cita all'inizio del capitolo, ovvero l'ex presidente della Camera Irene Pivetti. Si rivelano scandali di politici che hanno avuto accesso alle pensioni anche se non hanno mai partecipato alle sedute del Parlamento, come Toni Negri fuggito all'arresto poco dopo l'elezione e in seguito latitante in Francia, o addirittura di un imprenditore della Lombardia che ha accesso alla pensione pur avendo seduto in Senato solo quattro giorni. 
Il tema dei rimborsi elettorali ai partiti è affrontato in Come puntare un euro e vincerne 180 dove sarebbe dimostrato che il finanziamento pubblico ai partiti, sebbene abolito da un referendum nel 1993 promosso dai Radicali Italiani e dalla Lista Marco Pannella, sia stato reintrodotto de facto grazie ad una serie di provvedimenti. Questi regolamenti sono giudicati dagli autori "peggiori del finanziamento pubblico", perché i partiti ricevono somme sproporzionate rispetto alle cifre spese. Il caso più emblematico fra quelli denunciati è il Partito Pensionati che ha ottenuto dopo le elezioni europee del 2004 180 euro per ogni euro speso. Si riporta anche di sanatorie "retroattive" che avrebbero consentito al Südtiroler Volkspartei di raccogliere i propri contributi delle elezioni del 2006 anche se non aveva presentato la domanda necessaria, e di una proposta di legge del senatore verde Marco Boato per favorire la nascita di "fondazioni politico-culturali" che sarebbero state create dai partiti e finanziate dallo Stato.
Politica e Affari: Onorevoli Spa parla degli intrecci fra politica e economia, nonché del delicato tema del conflitto d'interessi. 
Le "folli" consulenze degli uffici pubblici sono affrontate nel capitolo Sa tutto di carceri. Commercia pesce!. Si riportano le consulenze più strane e sprecone dei vari enti: dal comune di Aulla (MS) che ha mobilitato due maghe per togliere il malocchio che impedirebbe al centro abitato di diventare ricco, all'ex ministro della giustizia Roberto Castelli che ha assunto come esperto di edilizia carceraria un grossista di pesce.
La rivelazione più spigolosa, quella che secondo Stella e Rizzo avrebbe scandalizzato di più, è contenuta in Meglio a noi che a Madre Teresa, in cui si rivela che le donazioni ai partiti possono godere di esenzioni sull'IRPEF più alte di quelle che si ottengono in una donazione ad una qualsiasi organizzazione no-profit. 
I capitoli Fate largo, Sua Maestà il Governatore! e Ultimo lusso: atterrare sotto casa affrontano gli sprechi delle amministrazioni regionali, con spese di rappresentanza (come quelle del Presidente della Campania Antonio Bassolino) più alte di quelle del Presidente federale della Germania, stipendi da favola come quello del Presidente della Lombardia Roberto Formigoni, nonché la questione dei mega-assessorati creati dalla Regione Siciliana.
Infine Il signor sindaco ha fatto crac riporta la drammatica vicenda di Taranto il cui comune, guidato da Rossana Di Bello, dovette dichiarare bancarotta a causa del secondo dissesto finanziario al mondo per una città.
Nella nuova edizione c'è un nuovo capitolo dove si riconosce che il problema dei costi della politica ha trovato più spazio tra i vari temi da affrontare, ma che ben poco si è fatto concretamente.

## Successo e seguiti
Il libro, che riporta sprechi e privilegi ingiustificati dei partiti politici e della macchina amministrativa italiana, ottenne un notevole successo superando, a dicembre 2007, il tetto di 1,2 milioni di copie vendute, divenendo così un best seller. A fine 2008 uscì una versione aggiornata, col sottotitolo "... e continuano ancora a esserlo" e con l'aggiunta di un capitolo extra. I vari incontri tenuti dai due autori durante tutta l'estate del 2007 riscossero tutti grande affluenza.

### Reazioni
L'uscita del libro e il suo straordinario successo hanno aperto un acceso dibattito in tutt'Italia su come tamponare le situazioni paradossali descritte nel libro. Alcuni sostengono che l'inchiesta sia diventata una sorta di manifesto del "movimento dell'antipolitica" che, a partire dall'autunno del 2007, si è fatto portavoce del crescente disagio dei cittadini nei confronti della politica. Secondo Francesco Alberoni, invece, "un potere non viene mai attaccato nel pieno della sua forza, ma solo quando è indebolito" e questa sarebbe stata la situazione in cui versava la classe politica italiana del tempo, ovvero dopo che "lo Stato italiano non può stampare moneta, prende ordini da Bruxelles, non può indebitarsi più di tanto".
In ogni caso, varie associazioni hanno da allora rivolto la loro attenzione a questo ambito professionale, fino ad allora poco studiato e meno ancora divulgato: nel settembre 2007 il paragrafo 4 dei Quaderni di ricerca del servizio studi di Confindustria, nel settembre 2011 una nota dell'ufficio studi di Confcommercio e nel dicembre 2013 un rapporto della UIL.

### Altri libri
Sull'onda del successo del libro, è sorto un filone di notizie di stampa su coloro che vivono di politica e/o lavorano con la politica; gli stessi due autori hanno scritto La deriva, un secondo libro che è un ideale seguito del best seller, dedicato stavolta alle contraddizioni del sistema Italia e con un capitolo che riprende i contenuti de La casta.
Sono usciti anche altri libri che riprendono gli stessi contenuti, come per esempio Impuniti di Antonello Caporale. Nello stesso indirizzo si inscrivono anche i due saggi di Stefano Livadiotti L'altra casta. L'inchiesta sul sindacato del 2008 e Magistrati. L'ultracasta del 2009, entrambi pubblicati da Bompiani.
In molti suoi interventi, il giornalista Marco Travaglio ha spesso voluto definire la casta come una cosca, riferendosi all'attitudine, che secondo lui è radicata in essa, di ricercare sempre e comunque l'immunità o l'impunità dai reati commessi e di fare fronte comune contro la giustizia e la magistratura quando uno dei suoi elementi viene indagato.

## Nella cultura di massa
- Nel film di satira sociale e di costume Boris - Il film il regista protagonista vuole realizzare un film tratto da questo libro.

## Edizioni
- Sergio Rizzo; Gian Antonio Stella, La casta. Così i politici italiani sono diventati intoccabili, Rizzoli, 2007,  p. 300, ISBN 978-88-17-01714-5.